# جیمی چیپرفیلد
جیمی چیپرفیلد (انگلیسی: Jimmy Chipperfield; ۴ مارس ۱۸۹۴ – ۱ ژانویهٔ ۱۹۶۶) بازیکن فوتبال اهل بریتانیا بود.
از باشگاه‌هایی که در آن بازی کرده‌است می‌توان به باشگاه فوتبال تاتنهام هاتسپر اشاره کرد.